# Cyclaspis pinguis
Cyclaspis pinguis är en kräftdjursart som beskrevs av Hale 1944. Cyclaspis pinguis ingår i släktet Cyclaspis och familjen Bodotriidae. Inga underarter finns listade i Catalogue of Life.